# 哲夫
哲夫（1930年－），原名郑介初，笔名哲夫，男，香港收藏家、企业家，以收藏邮品、老照片、近代文献著名，并多次捐献文物予中国大陆多个城市的博物馆。

## 生平
祖籍浙江宁波镇海县（今镇海区）。1930年，出生于上海市。父亲曾是上海广大华行（今华润集团前身）经理，从事医药行业，与卢绪章为世交。1932年，因日军侵华，随母亲逃离上海回家乡镇海。后辗转至后方，在抗日战争时期中国陪都重庆完成初等教育，在重庆郊外南温泉初中时开始集邮。1945年，抗日战争胜利后回到上海。1949年，迁居天津。
早年就读于燕京大学、北京大学，毕业于北京大学新闻系（今属北京大学新闻与传播学院）。毕业后分配至宁夏工作，曾任宁夏博物馆馆员。1976年，赴香港经商，成为香港企业家。是香港著名集邮家，以收藏中国近代邮票、近代明信片、与中国历史相关文献著名。曾将自己收藏多次捐献给中国大陆多城市包括北京、上海、武汉、宁波的博物馆。

## 捐赠记录
- 2001年6月，捐赠藏品予“百年国耻八国联军侵华史实展”，并向筹建中的宁波博物馆捐献27件与宁波近代史相关的文物。[2]
- 2002年6月，向筹建中的宁波博物馆再次捐献文物。此次捐赠共计22件文物。[4]
- 2007年2月，向武汉市捐赠文物，为纪念武汉解放60周年和中华人民共和国建国60周年，包括文物278件。[5]
- 2010年10月，向武汉市再次捐赠辛亥革命文物资料，配合武汉纪念辛亥首义百年。此次共计捐赠文物23件。[1]

## 社会兼职
- 香港九五金钢材进出口商会会长
- 香港燕京大学校友会副会长
- 香港宁波旅港同乡会常务理事
- 甬港联谊会秘书长

## 出版著作
多以老照片、邮票、明信片的形式反映中国近现代历史变迁：
- 《邮海漫话》
- 《续邮海漫画》
- 《百年沧桑》
- 《旧上海明信片》
- 《明信片中的老天津》
- 《从鸦片战争到八国联军》
- 《老明信片选》
- 《广州百年沧桑》
- 《宁波旧影》
- 《烟台旧影》